# Aphelinidae
Die Aphelinidae bilden eine Hautflüglerfamilie innerhalb der Überfamilie der Erzwespen (Chalcidoidea).

## Taxonomie
Das Taxon geht auf den schwedischen Entomologen Carl Gustaf Thomson im Jahr 1876 zurück. Aufgrund molekularbiologischer Untersuchungen wurden von Heraty et al. (2013) die Unterfamilien Azotinae und Eriaporinae zu eigenständigen Familien erhoben. Später wurden die Eriaporidae von Burks et al. (2022) in die Pirenidae integriert. Weiterhin wurden von Burks et al. (2022) die Calesinae zu einer Familie erhoben.

## Merkmale
Die Erzwespen sind ziemlich klein, mit Längen zwischen 0,5 und 1,5 mm. Ihr Körper ist fast immer nicht-metallisch. Der Gaster ist breit sessil. Das Metasoma ist breit mit dem Thorax verbunden, folglich ohne Einschnürung (Petiolus). Die Fühler besitzen 5–8 Glieder. Darunter sind maximal vier Funikularglieder. Die Tarsi sind 4- oder 5-gliedrig. Am Hinterleibsende befinden sich Cerci. Die Sporne der vorderen Tibien sind groß, gebogen und bifid. Die Notauli sind vollständig, gerade und tief sowie weit voneinander getrennt.

## Lebensweise
Die meisten Aphelinidae sind Primärparasitoide von Pflanzenläusen, insbesondere aus den Überfamilien der Schildläuse (Coccoidea), Mottenschildläuse (Aleyrodoidea) und Blattläuse (Aphidoidea). Es gibt Endoparasiten, Ektoparasiten sowie Prädatoren von Eiern. Darüber hinaus gibt es Fälle, in welchen die Geschlechter einer Art ein unterschiedliches Parasitierungsverhalten aufweisen. Dabei sind offenbar die Weibchen immer Endoparasitoide. Dagegen können sich die Männchen als primäre Ektoparasitoide auf demselben Wirt, als Hyperparasitoide auf ihrer eigenen Art, als fakultative Hyperparasitoide auf ihrer eigenen oder anderen Arten oder als obligate Hyperparasitoide auf anderen Arten entwickeln. Außerdem gibt es Aphelinidae, die Heuschrecken parasitieren, und andere, die als obligate oder fakultative Hyperparasiten in Erscheinung treten.

## Innere Systematik
Die Aphelinidae werden in folgende Unterfamilien gegliedert:
- Aphelininae – 20 Gattungen
- Coccophaginae – 16 Gattungen
- Eretmocerinae – 1 Gattung Eretmocerus mit 90 Arten
- Eriaphytinae – 1 Gattung Eriaphytis mit 2 Arten